# Bardala
Bardala (àrab: بردلة, Bardala) és una vila palestina de la governació de Tubas a Cisjordània al nord de la vall del Jordà, a Cisjordània. Té una població de 1.637 habitants. Es troba a 13 kilòmetres al nord-est de Tubas i 28 kilòmetres al nord-est de Nablus. És prop de l'assentament israelià de Mehola.

## Història
Les principals fases d'assentament evidenciades per excavacions arqueològiques són romana d'Orient, islàmica, medieval, otomana i moderna; també hi ha troballes del període romà. Cap el 400 s'hi va construir una església romana d'Orient. A la part superior de les restes de l'església, dels quals es van excavar el sòl i de columna bases de mosaic, es va trobar d'una casa de banys del primer període islàmic. El santuari al-Khader és l'edifici més antic de la vila.
Els residents de Bardala originalment venien de Tubas a explotar les seves terres cultivables i de pastura, i en 1882, el Survey of Western Palestine del Fons per a l'Exploració de Palestina descriu el poble com "encara que en ruïnes, està habitat a la primavera pels camperols dels pobles del turó, que baixen a la recerca de pastures i conrear melons i altres verdures pel voltant de la primavera."
El 1945, la població de Bardala es va comptar amb la de Tubas i Kashda, segons un cens oficial de població i propietat. La població van augmentar després de la guerra araboisraeliana de 1948, que va deixar molts palestins sense llar a conseqüència de la destrucció dels pobles propers.
Els arqueòlegs han descobert evidències d'una gran quantitat de recursos d'aigua subterrània a la zona des d'antic. Després que Israel va conquistar la zona el 1967 després de la Guerra dels Sis Dies, el poble estava connectat a la xarxa d'aigua d'Israel. Durant el Segona Intifada, els residents de Bardala va aturar el pagament de les dues factures d'aigua i electricitat a l'Autoritat Nacional Palestina, i, com a conseqüència les autoritats palestines han retardat la implementació d'obres d'infraestructura, com una presa i una xarxa d'aigua per al poble. Israel va posar restriccions als moviments dels vilatans, al mateix temps, fent impossible l'accés a les seves terres per conrear o recollir. Des de l'any 2000, 200 dúnams dels cultius d'hortalisses han estat arrasats i molts arbres desarrelats, i 4.000 dúnams han estat confiscats.
Al març del 2012, a un informe de les Nacions Unides apareix la deu Ein El Assut, pertanyent a Bardala, entre una sèrie de deus que havien estat preses il·legalment pels colons israelians. Els palestins locals havien utilitzat anteriorment la deu per al reg i bestiar.

## Geografia i clima
Bardala es troba a la vall del Jordà, al peu dels turons que s'aixequen al seu oest i sud-oest. Immediatament al nord de Bardala hi ha la línia verda que marca la frontera entre Cisjordània i Israel, i darrere d'ella es troba la plana de Beit She'an / Beisan, que connecta cap a l'oest de la vall de Jizreel. L'elevació de Bardala és de 71 metres per sota del nivell del mar. Les ciutats i pobles propers són Tubas al sud-oest i Ein al-Beida a l'est. La jurisdicció de Bardala cobreix una àrea de 20,000 dúnams, el 4% de les terres de la governació de Tubas. L'àrea urbanitzada de la ciutat és de 480 dúnams, mentre que 10.000 dúnams es classifiquen com a terres agrícoles i 400 dúnams han estat confiscades per les autoritats d'Israel.
El clima càlid és característic de la ciutat, amb estius càlids i secs i hiverns freds i secs. La precipitació mitjana és de 293 mil·límetres i la temperatura mitjana anual era de 21 a 22 graus centígrads. La taxa mitjana d'humitat és del 55%.

## Demografia
En 1961 Bardala tenia 367 habitants que havien disminuït a 271 en 1982 a causa de l'emigració. La població gairebé es va duplicar a 457 cinc anys més tard. La població total de Bardala suposa el 3.3% de la població total de la governació.
Segons un cens de 1997 de l'Oficina Central Palestina d'Estadístiques (PCB), els residents de la ciutat sumavens 1.148, dels quals 566 eren homes i 582 eren dones. La distribució per edat era 49,3% menors de 14, 30,4% entre 15 i 29, el 22,8% entre 30 i 64 i 2,8% per sobre dels 65.
En el cens de l'OCPE de 2007 Bardala tenia 1.637 habitants. Més del 90% dels seus habitants pertanyen als habitants originals de la ciutat, la família Swafta. El 10% restant són refugiats de les viles prop de Beit She'an en l'actual Israel i beduïns.